# Vila Franke
Vila Franke (dříve Jappova vila) je vila v Tišnově vystavěná v letech 1898–1899. U vily stojí památné borovice. 
Natáčel se zde seriál Četnické humoresky.

## Historie
Na konci 19. století došlo k prohlášení Tišnova za klimatické místo a měly se tu začít budovat lázeňské a odpočinkové budovy. V rámci těchto výstaveb došlo k vytvoření Riegrovy ulice, na jejímž jednom konci bylo v roce 1899 postaveno Kuthanovo sanatorium a na tom druhém vila Franke, která se tak stala první rezidenční budovou v lokalitě. Stavebníkem byl Rudolf Japp, jenž pracoval jako sládek v pivovaru v Předklášteří. Brzy však kvůli ekonomickým problémům musel vilu prodat a následně se majitelé často střídali. V květnu 1932 se dostala do vlastnictví manželů Antonína a Marie Frankeových, kteří ji předělali na penzion s kavárnou. Mezi hosty penzionu a kavárny můžeme najít např. Jiřího Voskovce, Jana Wericha, Vlastu Buriana, Bohuslava Fuchse, Elišku Junkovou či Gustava Frištenského. Na konci druhé světové války byla vila těžce poškozena a po opravách tu vznikly učebny gymnázia a později byty. Kompletní opravy se budova dočkala až v letech 1990–1992, kdy sem začali jezdit zahraniční hosté, např. Sigourney Weaver či Sam Neil.
Vila byla památkově chráněna, v roce 2016 o tuto ochranu deklaratorním rozhodnutím přišla (v roce 2020 Ministerstvo kultury České republiky rozhodlo, že zápis objektu do státního seznamu kulturních památek z roku 1989 proběhl opožděně, takže památková ochrana skončila 31. prosince 1987). Roku 2017 byla její památková ochrana obnovena.

## Popis
Jedná se o stavbu ve stylu anglických cottages s prvky secese a centrální halou. Patřila k ní také zimní zahrada ve tvaru cylindru a s pláštěm z polygonálních jehlancových tvárnic Falconniere.